# Activision
Activision Publishing, Inc. este un editor de jocuri video american cu sediul în Santa Monica, California. Acesta servește ca afacerea de publicare a companiei sale părinte, Activision Blizzard, și este alcătuit dintr-o mulțime de studiouri subsidiare. Activision este unul dintre cei mai mari editori terți de jocuri video din lume și a fost cel mai mare editor din Statele Unite în 2016.
Compania a fost fondată ca Activision, Inc. pe 1 octombrie 1979, în Sunnyvale, California, de foști dezvoltatori de jocuri ai Atari supărăți de tratamentul primit de Atari pentru a dezvolta propriile sale jocuri pentru celebra consolă la domiciliu de jocuri video Atari 2600. Activision a fost primul dezvoltator independent terță de jocuri video pentru console. Prăbușirea pieței jocurilor video din 1983, creată în parte de prea multe companii noi încercând să calce pe urmele lui Activision fără experiența fondatorilor lui Activision, a afectat poziția lui Activision's în jocuri pentru console și a forțat compania să se diversifice în jocuri pentru computere la domiciliu, inclusiv achiziția lui Infocom. După o schimbare de conducere, cu CEO-ul Jim Levy înlocuit de Bruce Davis, compania s-a redenumit ca Mediagenic și s-a ramificat în aplicații software de afaceri. Mediagenic a căzut rapid în datorii, iar compania a fost cumpărată pentru aproximativ 500,000 de $ de Bobby Kotick și un mic grup de investitori în jurul lui 1991.
Kotick a renovat și restructurat drastic compania pentru a o scăpa de datorii: concediind majoritatea personalului său, mutând compania la Los Angeles și revenind la numele Activision. Construită pe active existente, Activision condusă de Kotick a urmărit mai multe oportunități de publicare și, după ce și-a revenit din problemele sale financiare anterioare, a început să achiziționeze numeroase studiouri și diverse tipuri de proprietate intelectuală pe parcursul anilor 1990 și 2000, printre ele numărându-se seriile Call of Duty și Guitar Hero. Un holding s-a format drept compania părinte a Activision pentru a gestiona studiourile atât interne cât și achiziționate. În 2008, acest holding a fuzionat cu Vivendi Games (compania părinte a Blizzard Entertainment) și a format Activision Blizzard, cu Kotick ca CEO. În cadrul acestei structuri, Activision a gestionat numeroase studiouri terțe și își publică toate jocurile cu excepția celor create de Blizzard. În octombrie 2023, Microsoft a achiziționat compania părinte Activision Blizzard, susținând că compania va continua să opereze ca o afacere separată. Deși parte a diviziei mai largi Microsoft Gaming, Activision reține funcția sa de editor de jocuri dezvoltate de studiourile sale.

## Fondare
În anii 1970, conducerea de la Atari nu a apreciat talentul special necesar pentru a proiecta și programa un joc video și i-a tratat ca pe niște ingineri software tipici ai perioadei, cărora în general nu li se acordau credite pentru munca lor și nici nu li se acordau drepturi de autor. Politicile Atari în acest sens i-au determinat pe patru dintre programatorii companiei, David Crane, Larry Kaplan, Alan Miller și Bob Whitehead, să demisioneze și să-și formeze propria companie, Activision, în 1979, folosindu-și cunoștințele de dezvoltare ale lui Atari VCS pentru a-și crea și publica propriile jocuri. Atari i-a dat în judecată pentru a opri activitățile Activision, dar companiile au soluționat conflictul în afara instanței, Activision fiind de acord să plătească o parte din vânzările lor de jocuri ca taxă de licență către Atari.

## Studiouri
- Activision Shanghai Studio
- Demonware
- Elsewhere Entertainment
- High Moon Studios
- Infinity Ward
- Raven Software
- Sledgehammer Games
- Solid State Studios
- Treyarch

### Foste studiouri
- 7 Studios
- Activision Value Publishing
- Beachhead Studio
- Bizarre Creations
- Budcat Creations
- FreeStyleGames
- Gray Matter Studios
- Infocom
- Luxoflux
- Massive Entertainment
- Neversoft
- Radical Entertainment
- Shaba Games
- Swordfish Studios
- The Blast Furnace
- Toys for Bob
- Underground Development
- Vicarious Visions

## Jocuri notabile publicate
| - Fishing Derby (1980) - Boxing (1980) - Skiing (1980) - Freeway (1981) - Ice Hockey (1981) - Kaboom! (1981) - Stampede (1981) - Laser Blast (1981) - Tennis (1981) - Megamania (1982) - Barnstorming (1982) - Enduro (1982) - Chopper Command (1982) - Starmaster (1982) - Pitfall! - serie (1982–2004) - River Raid - serie (1982–1988) - Oink! (1983) - Beamrider (1983) - Robot Tank (1983) - H.E.R.O. (1984) - Little Computer People (1985) - Hacker - serie (1985–1986) - Shanghai - serie (1986–1990) - Transformers - serie (1986, 2007–2017) - The Last Ninja - serie (1987–1988) - Deathtrack (1989) - MechWarrior - serie (1989–1996) - Hunter (1991) - Zork - serie (1993–1997) - Dark Reign - serie (1997–2000) - Heavy Gear - serie (1997–1999) - Quake - serie (1997–2007) - Interstate - serie (1997–1999) - Battlezone - serie (1998–1999) - SiN (1998) - Heretic II (1998) - Vigilante 8 - serie (1998–2008) - Tenchu - serie (1998–2004) - Call to Power - serie (1999–2000) - Star Trek - serie (1999–2003) - Tony Hawk's - serie (1999–2015, 2020) | - Soldier of Fortune - serie (2000–2007) - X-Men - serie (2000–2011) - Spider-Man - serie (2000–2014) - Lost Kingdoms - serie (2002–2003) - Total War - serie (2002–2004) - Call of Duty - serie (2003–prezent) - True Crime - serie (2003–2005) - Wolfenstein - serie (2003–2009) - Shrek - serie (2004-2011) - Doom 3 (2004) - Madagascar - serie (2005-2011) - The Movies (2005) - Gun (2005) - Guitar Hero - serie (2006–2015) - Marvel: Ultimate Alliance - serie (2006–2009) - James Bond - serie (2008–2012) - Crash Bandicoot series (2008–prezent) - Spyro the Dragon series (2008–prezent) - Prototype - serie (2009–2015) - Blur (2010) - Singularity (2010) - NASCAR The Game - serie (2011–2013) - Skylanders - serie (2011–2018) - SpongeBob SquarePants - serie (2013–2015) - Teenage Mutant Ninja Turtles - serie (2013–2016) - Destiny - serie (2014–2018) - Sekiro: Shadows Die Twice (2019) |